# Constantin Pricop
Constantin Pricop est un critique littéraire, historien, professeur d'université, poète et romancier roumain et francophone.

## Biographie
Constantin Pricop est né en 1949 à Piatra Neamț, fils d'Aurora Pricop (née Pătrașcu) et de Constantin Pricop, enseignant.
Après avoir fréquenté la faculté roumano-française de philologie, il rentre à l'université "Alexandru Ioan Cuza" de Iași dont il sort diplômé en 1972 .
En 1999, il devient docteur en philologie à l'Université "Alexandru Ioan Cuza" de Iași, avec une thèse de doctorat sur la critique littéraire de l'entre-deux-guerres.
Depuis 1990, il est membre de l'Union des écrivains roumains .

## Activités littéraires
- En 1971-1972, il est rédacteur en chef du magazine étudiant "Alma Mater" [4]
- Il travaille successivement comme correcteur, rédacteur et secrétaire général de la revue Convorbiri literare (1972-1991) [1]

- Editeur de l'Almanach "Convorbiri literare" (1986, 1987, 1989)
- Rédacteur en chef adjoint du mensuel culturel "Sud-Est" (Chisinau) (1991-1992)
- Fondateur et rédacteur en chef - "Continent", East-West Dialogue Magazine (1999)
- Depuis 2000, il est le rédacteur en chef de la revue de poésie française La Page Blanche[5]
- Depuis 2017, il est le rédacteur en chef du magazine littéraire roumain « Expres cultural »